# 燃える洞窟
燃える洞窟（もえるどうくつ、en:The Vengeance of She）は、1968年に公開されたイギリスのファンタジー映画。監督クリフ・オーウェン。 出演ジョン・リチャードソン、オリンカ・ベローワ、エドワード・ジャッド、アンドレ・モレル、コリン・ブレイクリー。
原作はヘンリー・ライダー・ハガードの1905年の小説『女王の復活』だが大幅に改変されている。
また、この映画は1965年に公開された『炎の女』がヒットしたことで、続編としてハマー・フィルムによって製作された。

## あらすじ
失われたクマの市で愛するアイシアと死別したキリクラテスは、不思議な炎によって永遠の青春を得る。
その後、彼は転生したアイシアがキャロルと名乗り、モンテカルロにいることを知る。
一方、キャロルは不思議な力によってモンテカルロを後にしてひたすら東へ向かう中、テルアビブにあるヨットにいたところを、持ち主の夫妻に発見され、その縁で彼らの客であるフィリップと出会う。ところが、ヨットがパレスチナのハイファに来たところでキャロルがいなくなってしまう。彼女を探しに行ったフィリップはホリー少佐という人物から失われたクマの市の話を聞く。彼女はプードインの一隊のハーレムにとらわれていたところをフィリップに助けられる。そして、2人は失われたクマの市に到着し、キリクレイツと会う。

## キャスト
| 役名             | 俳優                   | 日本語吹替                                                                                |
| 役名             | 俳優                   | NET版                                                                                     |
| ---------------- | ---------------------- | ----------------------------------------------------------------------------------------- |
| キリクラテス     | ジョン・リチャードソン | 中田浩二                                                                                  |
| キャロル         | オリンカ・ベローワ     | 池田昌子                                                                                  |
| フィリップ       | エドワード・ジャッド   | 小林修                                                                                    |
| ジョージ         | コリン・ブレイクリー   | 穂積隆信                                                                                  |
| シーラ           | ジル・メルフォード     | 富田恵子                                                                                  |
| ハリー           | ジョージ・シーウェル   | 上田敏也                                                                                  |
| カシム           | アンドレ・モレル       | 大木民夫                                                                                  |
| ザトール         | ノエル・ウィリアム     | 高塔正康                                                                                  |
| メンハリ         | デレク・ゴッドフリー   | 富田耕生                                                                                  |
| シャルナ         | ダニエル・ノエル       | 北浜晴子                                                                                  |
| 不明 その他      | N/A                    | 西山連 清川元夢 杉田俊也 北村弘一 城山知馨夫 田中康郎 中島喜美栄 野田圭一 相模武 石森達幸 |
| 日本語版スタッフ |                        |                                                                                           |
| 演出             | 演出                   | 春日正伸                                                                                  |
| 翻訳             | 翻訳                   | 宇津木道子                                                                                |
| 効果             | 効果                   | PAG                                                                                       |
| 調整             | 調整                   | 山田太平                                                                                  |
| 制作             | 制作                   | 日米通信社                                                                                |
| 解説             | 解説                   | 増田貴光                                                                                  |
| 初回放送         | 初回放送               | 1971年5月15日 『土曜映画劇場』 正味70分08秒                                               |